# Староруски језик
Староруски језик (рус. древнерусский язык, укр. давньоруська мова, блр. старажытнаруская мова) је древни источнословенски језик, који су почевши од раног средњег века, па све до 14. или 15. века, користили средњовековни Источни Словени у старој Кијевској Русији, а потом и у кнежевинама које су се развиле након њеног распада.
Пошто је тај језик од стране његових древних говорника био називан управо руским (рѹсьскыи), међу славистима се већ током 19. века усталио стручни назив: староруски језик. Тај термин је званично прихваћен и од стране Међународне организације за стандардизацију (ISO), која је формулисала и одговарајући (енглески) назив (енгл. Old Russian language).
Насупрот поменутим терминима, у појединим круговима се током 20. века појавила склоност ка избегавању руске одреднице у називу језика, што је довело до стварања нових, потпуно вештачких појмова, као што су: „стари источнословенски” језик (староисточнословенски) или „општи источнословенски” језик (општеисточнословенски). Таква терминологија се практикује првенствено у срединама са јаком антируском традицијом.

## Значајни текстови
- Биљине
- Слово о Игоровом походу — најистакнутији књижевни рад на овом језику
- Руска правда — законски документ 11. века који је издао Јарослав Мудри